# Calling (jeu vidéo)
Pour les articles homonymes, voir Calling.
Calling, nommé Calling: Kuroki Chakushin (CALLING～黒き着信～) au Japon, est un jeu vidéo de type survival horror sorti uniquement sur Wii en 2009 au Japon et en 2010 aux États-Unis et en Europe. Il a été édité par Hudson Soft au Japon et par Konami en Europe, et développé par Hudson Soft.

## Trame

### Synopsis
La "Page Noire" est une salle de chat assez banale. Des personnes de tout âge s'y retrouvent. C'est le cas pour Rin Kagura, Shin Suzutani, Chiyo Kishibe et Makoto Shirae. Mais lorsque leur téléphone portable sonne et qu'ils y répondent, ils se réveillent dans un endroit sombre (le lycée pour Rin, la chambre de geek pour Makoto et un atelier de poupée pour Chiyo et Shin). Tous (sauf Chiyo) croiseront la route de fantômes maléfiques.
Rin voit Shin qui se cachera dans les toilettes du 3e étage en hurlant. Ensuite elle rencontre Makoto qui lui explique qu'un ami à lui est allé sur la « Page Noire », voulant enquêter sur des morts suspectes. Plus tard, Rin retrouvera Shin un court instant car il détale à nouveau à la vue de fantôme de l'ami de Makoto. Encore plus tard, Shin et Rin se retrouveront dans l'infirmerie et c'est là qu'elle lui parle d'un numéro que Makoto lui avait parlé, permettant de se téléporter d'une zone à l'autre. Shin prend son portable et passe un coup de fil. Il se met à paniquer et tombe de l'autre côté du lit de l'infirmerie. Lorsque Rin s'approche pour voir, Shin a disparu, laissant derrière lui son portable. Rin le récupère et appelle Makoto pour lui expliquer. Il lui demande de trouver le numéro permettant de se téléporter. Kagura le trouvera au troisième étage mais les fantômes des trois lycéennes l'attaquent. Elle se dépêche de composer le numéro pour ne pas mourir.
Rin se retrouvera dans un hôpital où elle trouve un autre numéros pour se téléporter. Cette fois-ci, elle sera dans l'atelier de poupées où elle fera la rencontre de Chiyo. Rin se dépêche de trouver Shin après l'avoir entendu hurler. Elle le retrouve... transformé en fantôme. Elle utilisera à nouveau un numéro trouvé dans l'atelier pour retourner à l'hôpital. Cette fois, le fantôme d'une infirmière lui vient en aide pour trouver tous les morceaux du journal de l'infirmière parlant d'une petite fille malade dans l'hôpital.
C'est à ce moment que Rin comprend tout, se souvient de tout. Pensant que c'était un cauchemar récurrent. Rin trouvera la petite fille responsable de la malédiction de la "Page Noire" dans le hall d'entrée de l'hôpital. Rin s'excusera.
En fait, il y a un moment, Rin parlait souvent à cette petite fille via une salle de chat. Tout le monde critiquait cette petite fille en disant d'elle qu'elle mentait sur le fait qu'elle était gravement malade et vivait dans un hôpital. Rin était la seule à la défendre et lui proposa de lui rendre visite. La petite avait retrouvé le sourire grâce à ça. Mais le jour où Rin était en route pour lui rendre visite, elle eut un accident. Elle se réveilla dans la même chambre d'hôpital que la fille. Mais à son réveil, elle vit une fille sauter par la fenêtre (pensant que Rin s'était elle aussi moquée d'elle). Elle mourut mais sa solitude donna naissance à la malédiction.
Après avoir écouté toute l'histoire, la fille passe à côté de Rin et va jusqu'à sa chambre d'hôpital où elle refera la même scène mais cette fois-ci, Rin va courir pour la sauver.
L'histoire se clôture lorsque Rin attrape la petite.

### Les différentes fins
Dans Calling, il y a deux fins : la bonne et la mauvaise. Lorsque vous finissez le jeu pour la première fois, vous aurez obligatoirement la mauvaise fin. Vous débloquerez alors des chapitres retraçant le cauchemar de Makoto.
La bonne fin
Lorsque la petite fille va pour sauter par la fenêtre, Rin et l'infirmière (en fantôme) se mettent à crier. Rin court pour l'en empêcher et on voit à tour de rôle l'infirmière (dans le passé) et Rin courir. Rin serre la petite fille dans ses bras et tombe dans le vide avec elle. Des flashbacks montrant de l'accident de Rin jusqu'au suicide passent. Rin tombe à côté de la petite fille et le générique démarre. La petite fille n'est désormais plus seule, la malédiction disparaît.
La mauvaise fin
C'est un peu pareil que la bonne à quelques détails près. Lorsque Rin court pour sauver la petite fille, on ne voit pas l'infirmière et quand elle arrive à la fenêtre, ses bras passent à travers le fantôme et elle perd l'équilibre, tombant ainsi dans le vide. La fille tombe ensuite. Le jeu se finit avec la tête de la fille, toujours seule. La malédiction ne finit pas.

## Système de jeu
Le jeu est présenté sous une vision à la première personne, c'est-à-dire que le joueur voit ce que le héros qu'il dirige voit. Le joueur explore tout au long du jeu des environnements hantés et lugubres, tel qu'une école, des maisons et un hôpital, tous plongés dans l'obscurité. Le joueur vise l'écran grâce à la Wiimote et peut ainsi interagir avec l'environnement. La Wiimote fait également office de téléphone cellulaire. Il est donc possible d'appeler un personnage dans le jeu, ou de recevoir un appel pour faire avancer le cours du scénario. À certains moment, des fantômes peuvent attaquer le personnage, mettant en place une QTE dans lequel le joueur doit agiter la Wiimote et appuyer sur les bons boutons pour se délivrer de son emprise. Le personnage ne peut pas attaquer.

## Développement
Le jeu fut non-officiellement dévoilé lorsqu'une vidéo de gameplay a été posté sur internet en octobre 2008. Hudson Soft a déclaré que la vidéo avait été volé par des compagnies des relations publiques. Le jeu fut officiellement annoncé dans le Famitsu de juillet 2009.

## Accueil
- Adventure Gamers : 2/5[3]
- Jeuxvideo.com : 13/20[4]